# Porąbka
Porąbka falu Lengyelország déli részén, a Sziléziai vajdaságban.

## Testvérvárosa
Túrkeve